# Phil McGraw
 (février 2014).
Phillip Calvin McGraw, naît le 1er septembre 1950. Plus connu sous le nom de « Dr. Phil », il est une personnalité de la télévision américaine, écrivain et psychologue. Il présente son propre programme télévisé, Dr Phil, depuis 2002 et se fait connaître du public par ses apparitions dans The Oprah Winfrey Show vers la fin des années 1990.

## Biographie

### Jeunesse
Né à Vinita dans l'Oklahoma, Phil McGraw est le fils de Jerry (née Stevens) et Joe McGraw. Il grandit avec ses deux grandes sœurs, Deana et Donna, et sa petite sœur Brenda, dans les champs pétrolifères du nord du Texas où son père était fournisseur d'équipements. Pendant son enfance, sa famille déménage afin que son père puisse poursuivre son rêve : devenir psychologue.
McGraw est allé au lycée Shawnee Mission North High School (en) à Overland Park au Kansas. En 1968, il obtient une bourse de footballeur à l'université de Tulsa, où il joue comme  linebacker sous la férule du coach Glenn Dobbs (en). Cette même année, l'équipe de McGraw perd contre l'université de Houston 100-6, l'un des scores les plus déséquilibrés dans l'histoire du football d'université. L'entraîneur Dobbs prend sa retraite après cette saison. McGraw fut ensuite transféré à l'Université d'État du Midwest à Wichita Falls au Texas.

### Carrière
Phil McGraw obtient une licence en psychologie en 1975 à l'université Midwestern State University. Il obtient par la suite une maîtrise en psychologie expérimentale en 1976, ainsi qu'un doctorat en Psychologie clinique en 1979 à l'Université du Nord du Texas. Sa thèse était intitulée « Rheumatoid Arthritis: A Psychological Intervention » (rhumatisme articulaire : Une approche psychologique). Après avoir travaillé avec plusieurs membres de la faculté, McGraw suit le programme doctoral de Frank Lawlis, qui par la suite a participé au programme télévisé Dr Phil.
Phil McGraw travaille dans une entreprise de construction avec son beau-frère tout en accomplissant son internat pour son doctorat.
Après l’obtention de son doctorat, Phillip McGraw rejoint son père, Dr Joe McGraw, à Wichita Falls, Texas. Son frère a un cabinet en psychologie.
En 1983, McGraw et son père se sont associés avec Thelma Box, une femme d'affaires du Texas, pour la présentation de conférences de développement personnel, l'auto-assistance (en) : « une formation basée sur l'expérience, qui permet à des individus de se réaliser et de réussir par eux-mêmes. » Selon les critiques, plusieurs « expressions » employées par McGraw dans le show d’Oprah et de Dr Phil ont été inventées par Thelma Box.
McGraw admet qu'une partie des informations de Life Strategies, son premier best-seller, sont inspirées directement des conférences de Thelma Box. Cependant, il n'a jamais mentionné les contributions de Thelma Box, ni dans ses livres, ni dans des programmes de télévision. Huit ans après avoir rencontré Thelma Box, McGraw a signé un accord de vente de ses actions concernant la conférence pour 325 000 $ en en informant ni son père ni Thelma Box. « Il y avait un sentiment de trahison parce que Phil avait compromis l'intégrité du programme. On l'accuse d'avoir réduit la valeur des actifs de Box dans la société en les vendant derrière son dos ». Box a fondé ses propres conférences intitulées « Choices ». Il est indiqué que McGraw et son père se parlent rarement.
En 1990, McGraw s'est joint à l'avocat Gary Dobbs dans la cofondation, Courtroom Sciences Inc. (CSI), une entreprise de conseil juridique par lequel McGraw entre en contact avec Oprah Winfrey. Par la suite, CSI est devenu une entreprise profitable, conseillant des compagnies du Fortune 500. McGraw n'est plus employé compagnie.[réf. nécessaire]
Après avoir fondé CSI, McGraw a cessé sa pratique en psychologie. Lors d'une apparition sur Today Show en janvier 2008, McGraw a indiqué que son travail courant n'implique pas la pratique de la psychologie. Il a également dit qu'il s'était retiré de la psychologie. Selon Today Show, le conseil Californien de psychologie a statué en 2002 qu'il n'a pas besoin d'un permis parce que son show traite plutôt du domaine du divertissement que de la psychologie.

#### Lesshows:The Oprah WinfreyetDrPhil
En 1995, Oprah Winfrey a engagé les entreprises de conseil légales CSI de McGraw pour préparer le procès d'Amarillo Texas Beef. Winfrey fut si impressionnée par McGraw qu'elle l'a remercié de sa victoire dans ce cas, conclu en 1998. Peu après, elle l'a invité à apparaître sur son show. Son apparition a été un succès. Puis, il a commencé à apparaître hebdomadairement en tant qu'« expert en matière des relations et des stratégies de la vie », chaque mardi, à partir d'avril 1998.
En 1998, McGraw publie son premier best-seller, Life Strategies, dont certaines répliques ont été reprises de la conférence. Les quatre années suivantes, McGraw a publié trois autres best-sellers sur les relations, avec des cahiers de travail pour les compléter.
En septembre 2002, McGraw a formé Peteski Productions et a lancé son propre programme télévisé quotidien, Dr Phil, produit par Harpo Studios, une société d'Oprah Winfrey. Le format mélange show télévisé et conseils, dans lequel il aborde un sujet différent dans chacune de ses émissions, conseillant ses invités.

#### Produits de régime
En 2003, McGraw fait son entrée dans le secteur de l'amaigrissement, vendant des mixtures, des barres énergétiques, et des suppléments. Ces produits ont été popularisés dans son show avec ses sœurs Deana et Brenda ainsi que son neveu Tony parmi les références décrites lors du show. Ces produits portent le nom de la marque « Shape It Up, Woo, Woo! » avec pour précisions que « ces produits contiennent des ingrédients conçus scientifiquement dans le but d'aider à changer de comportement pour contrôler son poids ». Des critiques immédiates sont intervenues de diverses sources, accusant McGraw (psychologue clinique, et non médecin) de ne pas disposer des attributions nécessaires dans le cadre de recommandations de ce type de produits. Confronté à une investigation du Federal Trade Commission au sujet des réclamations sur Shape Up, McGraw retire ses compléments alimentaires du marché en mars 2004. Le FTC met alors un terme dans son enquête. En octobre 2005, plusieurs personnes qui ont employé les produits du McGraw ont déclaré vouloir intenter un procès collectif en justice contre lui pour publicité mensongère. McGraw a versé, en septembre 2006, la somme de $10,5 millions. Une partie du règlement (6 millions $) a été réglée en nature sous forme de vitamines de NutriliteTM de marque d'Amway (Quixtar).
En 2005, McGraw publie un autre livre best-seller, Family First, avec un cahier de travail. Il a également signé pour une prolongation de cinq ans de son show avec le distributeurs King World Productions, Inc. (en) L’entreprise paie à McGraw 15 millions $ par an et gardera la production du show au cours de la saison 2013-2014.

#### Expositions secondaires
En 2005, le programme télévisé de Jay, le fils de McGraw, Renovate My Family (une copie de « Extreme Makeover » Home Edition d’ABC) n'a pas dépassé la deuxième saison à la suite d'un procès,. Jay McGraw et Dr Phil ont alors créé Stage 29 Productions. Une semaine plus tard, McGraw et son fils ont annoncé un nouveau show appelé Moochers (un clone du Kicked Out d’ABC) ; cependant, le show a été arrêté avant que tous les épisodes aient été diffusés. McGraw a également sorti un autre livre, Love Smart, qui n'a pas rencontré le succès de ses best-sellers précédents.
En 2006, Dr Phil House (une copie du Big Brother de CBS) est diffusé dans le cadre du programme télévisé de Dr Phil. Après une protestation des voisins, la maison à Los Angeles a été fermée, et la production a repris sur une scène judicieuse. McGraw a atteint le numéro 22 sur la liste des 100 célébrités du Forbes, avec le revenu de 45 millions $.
Un autre show du Stage 29, Decision House, (un remix de Dr Phil House) diffusé à partir de septembre à novembre 2007 est arrêté en raison des mauvaises critiques et des faibles audiences. L'audience du show Dr Phil en 2007 a commencé à chuter. En mai, le nombre des téléspectateurs était proche de 7 millions de personnes. Cependant, vers la fin de l'année, le nombre était environ 5,5 millions de personnes (Top 10 des shows syndiqués de TV, et juste derrière Everybody Loves Raymond, Family Guy et Les Experts : Miami (CSI: Miami)). En août 2008, l'audience chute à nouveau à 4 millions de personnes. Deux semaines plus tard, le classement de l'émission est revu à la baisse dans le top 12 de Nielsen TV. Le revenu de McGraw est divisé par trois (30 millions $), perdant ainsi sa position dans la classement des 10 célébrités du Forbes.
En 2007, McGraw commence à faire la promotion de la saison 2008 de The Doctors. L'émission est présentée par Dr Travis Stork (The Bachelor), une star du petit écran (acteur dans la série Urgences). D'autres experts ayant déjà participé dans ses émissions réapparaissent : R. Lisa Masterson, docteur de obstétricien/gynécologue. Le chirurgien Dr Andrew Ordon et le pédiatre le Dr Jim Sears, Jay McGraw (le fils ainé de Dr Phil) est le producteur exécutif de l'émission. The Doctors débute le 8 septembre 2008 et atteint à partir du 10 novembre 2008 la barre des 2 millions de téléspectateurs.

### Vie privée
Le premier mariage de McGraw n'a pas été rendu public. Sa première épouse était une ex-majorette appelée Debbie Higgins McCall. Elle s'est mariée avec McGraw en 1970. Selon elle, McGraw était dominateur et ne lui permettait pas de participer aux affaires de la famille. D'autre part, elle a affirmé qu'elle était confinée à des tâches domestiques, ce qui incluait certains exercices de levage de poids pour raffermir sa poitrine.
Pendant le processus d'annulation du mariage en 1973, McGraw a commencé à sortir avec une fille de 19 ans qui avait obtenu un diplôme une semaine avant qu'ils ne commencent leur relation : Robin Jo Jameson, qu'il a épousée trois ans après. Le jour du mariage, elle a quitté l'école et son travail pour devenir une épouse sans emploi. Après la naissance de leur premier enfant, Jay, en 1979, elle est devenue femme au foyer. Le deuxième enfant de McGraw, Jordan, est né en 1986.
Le fils de McGraw, Jay McGraw, a partiellement suivi les traces de son père, publiant des livres pour adolescents basés sur ceux de McGraw-père et travaillant pour Stage 29. Phil McGraw, qui a été un critique acerbe de la pornographie, était témoin au mariage, qui a eu lieu dans la maison familiale, à Beverly Hills.
Jordan a fait des études à l'université de Californie du Sud.
McGraw est également pilote d'avion (licence privée pour avions à moteur unique).

## The Making ofDrPhilune biographie non autorisée (2003)
The Making of Dr Phil est une biographie due à Sophia Dembling, journaliste du Dallas Morning News, et Lisa Gutierrez, journaliste de The Kansas City Star. Le livre raconte l'histoire de McGraw, d'après des entrevues avec ses amis d'enfance et des anciens camarades de classe. Le livre signale que McGraw aurait employé des procédures de gestion non conformistes dans des affaires de gymnastique tôt dans sa carrière. Il aurait été abusif envers sa première épouse, et abusif également envers son personnel. On note que chaque fois, il a surmonté l'adversité par des négociations. Il est resté tenace sur la route du succès. La biographie n'a reçu aucune aide promotionnelle de la part de McGraw ou de son associé.

## Critiques et controverses

### Procès de Kalpoe en 2006
McGraw a été appelé comme codéfendant, avec CBS, en 2005 dans un procès intenté à la suite de la disparition de Natalee Ann Holloway. Le procès a été intenté par Deepak Kalpoe et son frère Satish Kalpoe, qui a déclaré qu'une entrevue qu'ils ont faite avec McGraw, diffusée en septembre 2005, a été manœuvrée et diffusée postérieurement, et fait prétendre que Deepak Kalpoe et Satish Kalpoe sont engagés dans une activité criminelle contre Natalee Holloway, ce qui constitue une diffamation. Les frères Kalpoe ont dénoncé l'invasion de l'intimité, la fraude, la duperie, la diffamation, l'exploitation de la détresse émotive, et la conspiration civile dans le procès, qui a été entamée à Los Angeles Superior Court (en).

### Intervention avec Britney Spears (2008)
En janvier 2008, McGraw a rendu visite à la vedette Britney Spears dans sa chambre à l'hôpital. La visite de McGraw a provoqué les critiques de la famille de Spears et des professionnels de la santé mentale.
Cette visite a semblé faire partie d'une tentative pour obliger Spears et ses parents à participer au programme télévisé Dr Phil. Juste après la visite, McGraw a publié leurs déclarations,. « C'est un autre exemple de confiance trahie », dit Taylor au coprésentateur du Today Meredith Vieira. « Plutôt que d’aider la famille, le psychologue célèbre a causé des dommages supplémentaires », affirma-t-elle. Plusieurs professionnels médicaux ont critiqué McGraw pour ses actions ; cependant, le docteur Joyce Brothers, un psychologue a défendu McGraw. Un psychologue professionnel a porté plainte au conseil de psychologie de Californie, alléguant que le docteur Phil avait pratiqué la psychologie clinique sans permis et avait violé le lien de confidentialité unissant docteur et patient en discutant du cas de Spears avec les médias. Il a également lancé une pétition pour l'arrêt de la diffusion de Dr Phil.

### Comté de Polk, controverse de Floride (2008)
Le 13 avril 2008, un producteur du show Dr Phil a offert une caution de $30 000 pour la meneuse d’un groupe de huit des adolescentes qui avait brutalement battu une autre fille et avait enregistré l'attaque. L’adolescente était détenue dans la prison du comté de Polk, en Floride pour kidnapping et agression. Les producteurs Dr Phil avaient voulu enregistrer un épisode d'une heure consacré à l'incident. Ils envoyèrent une assistante de production à Orlando. Cependant, quand un producteur de Dr Phil offrit une caution pour l'adolescente, le tollé causa l'annulation du projet. « Dans ce cas, certains employés sont allés au-delà de nos directives », a dit Theresa Corigliano, porte-parole du show Dr Phil. « Nous avons décidé de ne pas aller plus avant avec cette histoire car nos directives ont été outrepassées. »

### Procès de Riccio (2008)
McGraw a été poursuivi par Thomas Riccio, le collectionneur d'objets-cultes, responsable de l’enregistrement du vol de Las Vegas qui a mené O. J. Simpson à être accusé. Riccio a poursuivi McGraw à la Los Angeles Superior Court (en) pour diffamation, fraude, provocation intentionnelle de détresse émotive et témoignage orienté. Riccio a indiqué que l’épisode dans lequel il est apparu, début octobre, a été modifié.

### Approche de la psychologie
Les conseils et les méthodes du McGraw ont attiré les critiques de quelques confrères psychothérapeutes aussi bien que de quelques non-spécialistes. Les critiques contre McGraw considèrent que les conseils qu'il donne sont au mieux simplistes, au pire inefficaces. McGraw a indiqué dans une interview pour le journal South Florida en 2001 qu'il n'a jamais aimé la consultation face à face traditionnelle.

## Fondation charitable
McGraw a annoncé la formation de la Dr Phil Foundation, qui lève des fonds pour combattre l'obésité infantile, le 22 octobre 2003. La Fondation soutient également les organisations caritatives qui aident à satisfaire les besoins émotionnels, spirituels et financiers de beaucoup d'enfants et de familles.

## Filmographie
- Phil McGraw a joué en 2006 dans un rôle mineur : lui-même dans le film Scary Movie 4, dans lequel il est enlevé avec Shaquille O'Neal. Leur ravisseur, qui est une parodie du Jigsaw Killer de la série Saw, pompe un neurotoxique mortel dans la salle dans laquelle les deux sont enchaînés, et le Dr Phil est forcé de découper son propre pied pour s'échapper de ses dispositifs d'accrochage. Il indique également qu'il n'est pas vraiment un psychiatre, mais un électricien.
- Phil McGraw a joué sur un épisode du Frasier intitulé Le diable et le Dr Phil (The Devil & Dr Phil), où il a Bebe comme agent.
- Treehouse of Horror XVII un épisode des Simpson (2006).
- Madea Goes to Jail (2009).
- Il joue son propre rôle dans quelques épisodes de la saison 1 de Crazy Ex-Girlfriend, d'abord à la télévision, puis en tant qu'hallucination du personnage principal Rebecca Bunch (Rachel Bloom) dans l'épisode 7. Personnification de la conscience « raisonnable » du personnage, il essaye de la convaincre de se faire aider psychologiquement.

## Sources
- (en) Cet article est partiellement ou en totalité issu de l’article de Wikipédia en anglais intitulé « Phil McGraw » (voir la liste des auteurs).